# Liga das Nações da CONCACAF de 2024–25
A Liga das Nações da CONCACAF de 2024–25 foi a quarta edição da competição organizada pela CONCACAF ,está edição será como classificatórias para Copa Ouro da CONCACAF de 2025, A Liga das Nações da Concacaf continuará a ser disputada no formato de três ligas A,B e C com as equipes distribuídas nas Ligas de acordo com os resultados da edição anterior.

## Calendário
O calendário da organização da CONCACAF e os jogos da Liga das Nações da Concacaf 2024–25. As datas dos jogos da fase de grupos foram confirmadas em 22 de maio de 2024.

### Liga A
| Fase             | Rodada                      | Datas                     |
| ---------------- | --------------------------- | ------------------------- |
| Fase de Grupos   | Primeira rodada             | 5–6 de setembro de 2024   |
| Fase de Grupos   | Segunda rodada              | 9–10 de setembro de 2024  |
| Fase de Grupos   | Terceira rodada             | 10–11 de outubro de 2024  |
| Fase de Grupos   | Quarta rodada               | 14–15 de outubro de 2024  |
| Play-In          | partida de Ida              | 14–15 de novembro de 2024 |
| Play-In          | partida de Volta            | 18–19 de novembro de 2024 |
| Quartas de Final | partida de Ida              | 14–15 de novembro de 2024 |
| Quartas de Final | partida de Volta            | 18-19 de novembro de 2024 |
| Fase Final       | Semifinais                  | 20–23 de março de 2025    |
| Fase Final       | Disputa pelo terceiro lugar | 20–23 de março de 2025    |
| Fase Final       | Final                       | 20–23 de março de 2025    |

### Liga B
| Fase           | Rodada          | Datas                     |
| -------------- | --------------- | ------------------------- |
| Fase de Grupos | Primeira rodada | 5–7 de setembro de 2024   |
| Fase de Grupos | Segunda rodada  | 8–10 de setembro de 2024  |
| Fase de Grupos | Terceira rodada | 10–12 de outubro de 2024  |
| Fase de Grupos | Quarta rodada   | 13–15 de outubro de 2024  |
| Fase de Grupos | Quinta rodada   | 14–16 de novembro de 2024 |
| Fase de Grupos | Sexta rodada    | 17–19 de novembro de 2024 |

### Liga C
| Fase           | Rodada           | Datas                     |
| -------------- | ---------------- | ------------------------- |
| Fase de Grupos | Primeira rodada  | 4 de setembro de 2024     |
| Fase de Grupos | Segunda rodada   | 7 de setembro de 2024     |
| Fase de Grupos | Terceira rodada  | 10 de setembro de 2024    |
| Fase de Grupos | Quarta rodada    | 9 de outubro de 2024      |
| Fase de Grupos | Quinta rodada    | 12 de outubro de 2024     |
| Fase de Grupos | Sexta rodada     | 15 de outubro de 2024     |
| Play-In        | partida de Ida   | 14–15 de novembro de 2024 |
| Play-In        | partida de Volta | 18–19 de novembro de 2024 |

## Seleções Classificadas

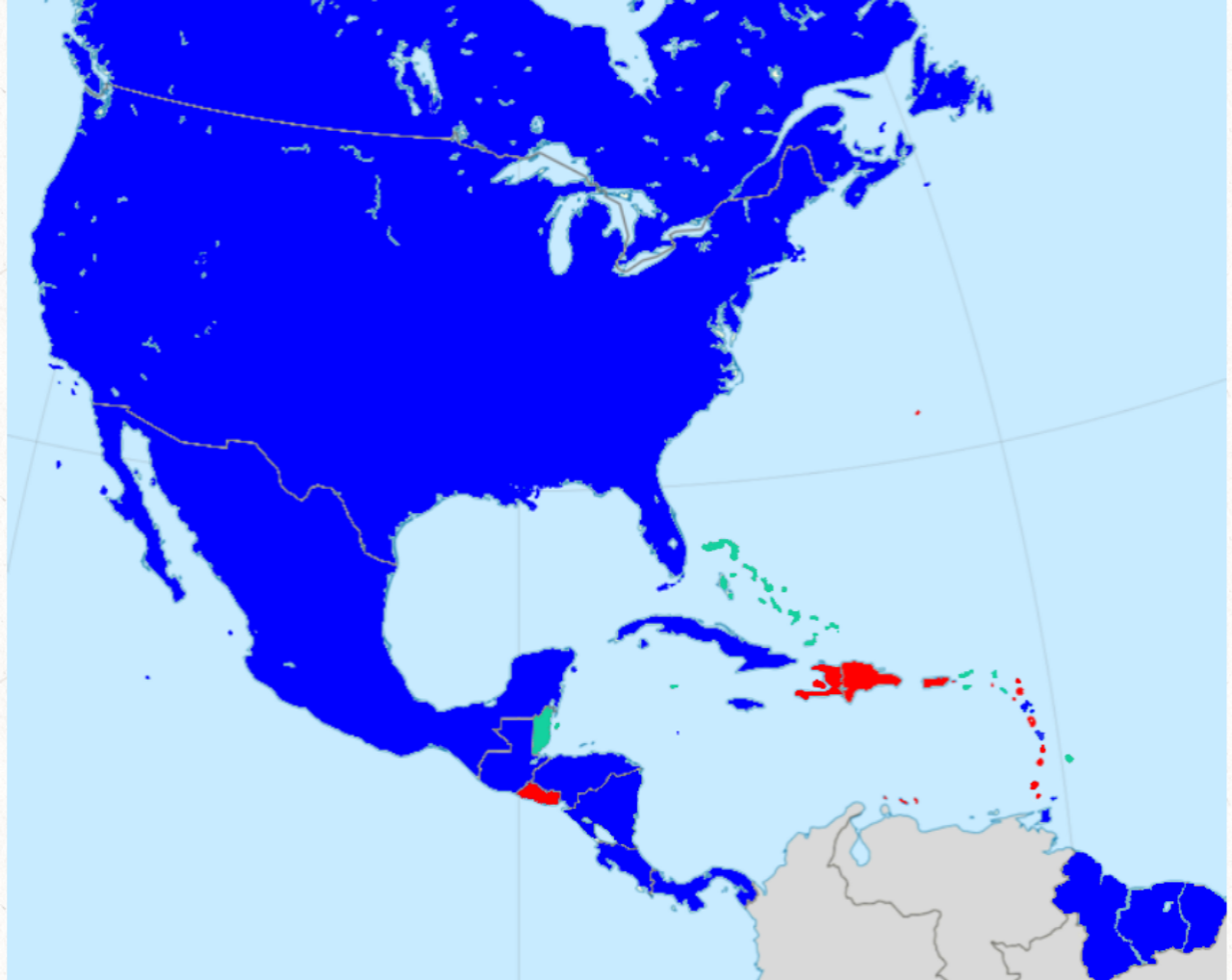
Países afiliados da CONCACAF na Liga das Nações da CONCACAF 2024-25

Todas as 41 seleções afiliadas a CONCACAF entrarão na competição.
| Aumento | Promovido na temporada anterior |
| Baixa   | Rebaixado na temporada anterior |

| Seleção           | Mud     |  |
| ----------------- | ------- |  |
| Canadá            |         |  |
| Costa Rica        |         |  |
| Cuba              |         |  |
| Estados Unidos    |         |  |
| Guadalupe         | Aumento |  |
| Guatemala         |         |  |
| Guiana            | Aumento |  |
| Guiana Francesa   | Aumento |  |
| Honduras          |         |  |
| Jamaica           |         |  |
| Martinica         |         |  |
| México            |         |  |
| Nicarágua         | Aumento |  |
| Panamá            |         |  |
| Suriname          |         |  |
| Trinidad e Tobago |         |  |

| Seleção                  | Mud     |
| ------------------------ | ------- |
| Antígua e Barbuda        |         |
| Aruba                    | Aumento |
| Bermudas                 |         |
| Bonaire                  | Aumento |
| Curaçau                  | Baixa   |
| Dominica                 | Aumento |
| El Salvador              | Baixa   |
| Granada                  | Baixa   |
| Haiti                    | Baixa   |
| Monserrate               |         |
| Porto Rico               |         |
| República Dominicana     |         |
| Santa Lúcia              |         |
| São Martinho Francês     | Aumento |
| São Martinho Neerlandês  |         |
| São Vicente e Granadinas |         |

| Seleção                  | Mud   |
| ------------------------ | ----- |
| Anguila                  |       |
| Bahamas                  | Baixa |
| Barbados                 | Baixa |
| Belize                   | Baixa |
| Ilhas Caimã              |       |
| Ilhas Virgens Americanas |       |
| Ilhas Virgens Britânicas |       |
| São Cristóvão e Neves    | Baixa |
| Turcas e Caicos          |       |

## Regulamento
A Liga A inclui dezesseis equipes nacionais, para a fase de grupos as doze equipes nacionais da Liga A com a classificação mais baixa no ranking da CONCACAF foram divididas em dois grupos de seis seleções cada, e jogaram com cada seleção, com um total de quatro jogos, dois em casa e dois fora, as quartas de final foram disputadas em casa e fora formato, com o vencedor da pontuação agregada em cada confronto avançando para as Semifinais da Liga das Nações da Concacaf de 2025.
A Liga B conta com dezesseis seleções divididas em quatro grupos de quatro equipes. Durante as janelas de jogos da FIFA de setembro, outubro e novembro, cada seleção jogaram duas vezes contra todas as equipes de seu grupo, totalizando seis partidas por equipe. Se uma seleção não puder sediar jogos, a Concacaf se reservará o direito de selecionar o local.
A Liga C inclui nove equipes divididas em três grupos de três equipes. Durante as janelas dos Jogos da FIFA de setembro e outubro, cada equipe jogaram duas vezes contra todas as equipes de seu grupo, totalizando quatro partidas por seleções.Além disso a Liga das Nações da CONCACAF dessa temporada teve o Play-In que definiu as quatro seleções classificadas para Eliminatórias da Copa Ouro da CONCACAF de 2025, Play-In será foi disputado pelas  Seleções da Liga A e Liga C em Novembro de 2024,às seleções da Liga C mandaram seus jogos de ida, as seleções da Liga A mandaram seus jogos de volta. 

### Promoções e Rebaixamentos
Liga A: Os quinto e sexto colocados foram rebaixados para a Liga B.

Liga B: Os primeiros dos grupos foram promovidos para a Liga A, já para os quartos colocados, foram rebaixados para a Liga C.

Liga C: Os primeiros dos grupos e o melhor segundo colocado foram promovidos para a Liga B.

### Sorteio
A Concacaf realizou o sorteio oficial da fase de grupos da Liga das Nações da Concacaf 2024-25 no dia 6 de Maio de 2024 em Miami,Flórida,às 19:00 (UTC−4) que definiu a 41 seleções na Liga A, B e C desta edição através do ranking.A Seguir estão os potes do ranking  de seleções da Concacaf.
| Pote | Seleção           | Pts   | Pos |
| ---- | ----------------- | ----- | --- |
| 1    | Jamaica           | 1.677 | 5   |
| 1    | Costa Rica        | 1.621 | 6   |
| 2    | Honduras          | 1.431 | 7   |
| 2    | Guatemala         | 1.395 | 9   |
| 3    | Trinidad e Tobago | 1.344 | 10  |
| 3    | Martinica         | 1.322 | 11  |
| 4    | Cuba              | 1.158 | 13  |
| 4    | Guadalupe         | 1.119 | 15  |
| 5    | Nicarágua         | 1.112 | 16  |
| 5    | Suriname          | 1.070 | 17  |
| 6    | Guiana Francesa   | 1.058 | 18  |
| 6    | Guiana            | 1.040 | 19  |

| Pote | Seleção                  | Pts   | Pos |
| ---- | ------------------------ | ----- | --- |
| 1    | Haiti                    | 1.409 | 8   |
| 1    | El Salvador              | 1.230 | 12  |
| 1    | Curaçau                  | 1.134 | 14  |
| 1    | República Dominicana     | 933   | 20  |
| 2    | Bermudas                 | 854   | 21  |
| 2    | Porto Rico               | 849   | 22  |
| 2    | Monserrate               | 815   | 23  |
| 2    | Santa Lúcia              | 798   | 24  |
| 3    | Granada                  | 774   | 26  |
| 3    | São Vicente e Granadinas | 769   | 27  |
| 3    | Antígua e Barbuda        | 768   | 28  |
| 3    | Aruba                    | 641   | 30  |
| 4    | Dominica                 | 638   | 31  |
| 4    | Bonaire                  | 590   | 32  |
| 4    | São Martinho Francês     | 522   | 34  |
| 4    | São Martinho Neerlandês  | 478   | 35  |

| Pote | Seleção                  | Pts | Pos |
| ---- | ------------------------ | --- | --- |
| 1    | São Cristóvão e Neves    | 779 | 25  |
| 1    | Belize                   | 737 | 29  |
| 1    | Barbados                 | 558 | 33  |
| 2    | Bahamas                  | 479 | 36  |
| 2    | Ilhas Caimã              | 393 | 37  |
| 2    | Turcas e Caicos          | 324 | 38  |
| 3    | Ilhas Virgens Britânicas | 207 | 39  |
| 3    | Ilhas Virgens Americanas | 155 | 40  |
| 3    | Anguila                  | 150 | 41  |

## Liga A

### Grupo A
| Pos | Equipe     | Pts | J | V | E | D | GP | GC | SG | Classificação ou descenso                                    |  | Costa Rica | Suriname | Guatemala | Martinica | Guadalupe | Guiana |
| --- | ---------- | --- | - | - | - | - | -- | -- | -- | ------------------------------------------------------------ |  | ---------- | -------- | --------- | --------- | --------- | ------ |
| 1   | Costa Rica | 8   | 4 | 2 | 2 | 0 | 7  | 1  | +6 | Classificados para as Quartas de Final                       |  | —          |          | 3–0       |           | 3–0       |        |
| 2   | Suriname   | 7   | 4 | 2 | 1 | 1 | 9  | 4  | +5 | Classificados para as Quartas de Final                       |  | 1–1        | —        |           |           |           | 5–1    |
| 3   | Guatemala  | 7   | 4 | 2 | 1 | 1 | 6  | 5  | +1 | Classificados para as Eliminatórias da Copa Ouro da CONCACAF |  | 0–0        |          | —         | 3–1       |           |        |
| 4   | Martinica  | 5   | 4 | 1 | 2 | 1 | 4  | 5  | −1 | Classificados para as Eliminatórias da Copa Ouro da CONCACAF |  |            |          |           | —         | 0–0       | 2–2    |
| 5   | Guadalupe  | 4   | 4 | 1 | 1 | 2 | 1  | 4  | −3 | Classificados para o Play-In e Rebaixados para Liga B        |  |            | 1–0      |           | 0–1       | —         |        |
| 6   | Guiana     | 1   | 4 | 0 | 1 | 3 | 5  | 13 | −8 | Classificados para o Play-In e Rebaixados para Liga B        |  |            | 1–3      | 1–3       |           |           | —      |

### Grupo B
| Pos | Equipe            | Pts | J | V | E | D | GP | GC | SG | Classificação ou descenso                                    |  | Jamaica | Honduras | Nicarágua | Trindade e Tobago | Cuba | Guiana Francesa |
| --- | ----------------- | --- | - | - | - | - | -- | -- | -- | ------------------------------------------------------------ |  | ------- | -------- | --------- | ----------------- | ---- | --------------- |
| 1   | Jamaica           | 8   | 4 | 2 | 2 | 0 | 4  | 1  | +3 | Classificados para as Quartas de Final                       |  | —       | 0–0      |           |                   | 0–0  |                 |
| 2   | Honduras          | 7   | 4 | 2 | 1 | 1 | 8  | 4  | +4 | Classificados para as Quartas de Final                       |  | 1–2     | —        |           | 4–0               |      |                 |
| 3   | Nicarágua         | 7   | 4 | 2 | 1 | 1 | 5  | 5  | 0  | Classificados para as Eliminatórias da Copa Ouro da CONCACAF |  | 0–2     |          | —         |                   |      | 3–2             |
| 4   | Trinidad e Tobago | 5   | 4 | 1 | 2 | 1 | 5  | 7  | −2 | Classificados para as Eliminatórias da Copa Ouro da CONCACAF |  |         |          |           | —                 | 3–1  | 0–0             |
| 5   | Cuba              | 3   | 4 | 0 | 3 | 1 | 4  | 6  | −2 | Classificados para o Play-In e Rebaixados para Liga B        |  |         |          | 1–1       | 2–2               | —    |                 |
| 6   | Guiana Francesa   | 1   | 4 | 0 | 1 | 3 | 4  | 7  | −3 | Classificados para o Play-In e Rebaixados para Liga B        |  |         | 2–3      | 0–1       |                   |      | —               |

### Quartas de Final
| Equipe 1       | Total | Equipe 2   | 1.º jogo | 2.º jogo |
| -------------- | ----- | ---------- | -------- | -------- |
| Panamá         | 3–2   | Costa Rica | 1–0      | 2–2      |
| Estados Unidos | 5–2   | Jamaica    | 1–0      | 4–2      |
| Canadá         | 4–0   | Suriname   | 1–0      | 3–0      |
| México         | 4–2   | Honduras   | 0–2      | 4–0      |

### Finais da Liga das Nações

#### Chaveamento
|  | Semifinais              | Semifinais |                             |   | Final | Final |
|  |                         |            |                             |   |       |       |
|  | 20 de março – Inglewood |            |                             |   |       |       |
|  |                         |            |                             |   |       |       |
|  | Canadá                  | 0          |                             |   |       |       |
|  | Canadá                  | 0          | 23 de março – Inglewood     |   |       |       |
|  | México                  | 2          |                             |   |       |       |
|  | México                  | 2          | México                      | 2 |       |       |
|  | 20 de março – Inglewood |            | México                      | 2 |       |       |
|  |                         | Panamá     | 1                           |   |       |       |
|  | Estados Unidos          | Panamá     | 1                           | 0 |       |       |
|  | Estados Unidos          |            |                             | 0 |       |       |
|  | Panamá                  | 1          |                             |   |       |       |
|  | Panamá                  | 1          | Disputa pelo terceiro lugar |   |       |       |
|  |                         |            |                             |   |       |       |
|  | 23 de março – Inglewood |            |                             |   |       |       |
|  |                         |            |                             |   |       |       |
|  | Canadá                  | 2          |                             |   |       |       |
|  | Canadá                  | 2          |                             |   |       |       |
|  | Estados Unidos          | 1          |                             |   |       |       |

## Liga B

### Grupo A
| Pos | Equipe                       | Pts | J | V | E | D | GP | GC | SG | Promovido, classificação ou rebaixado                              |  | El Salvador | São Vicente e Granadinas | Bonaire | Monserrate (ilha) |
| --- | ---------------------------- | --- | - | - | - | - | -- | -- | -- | ------------------------------------------------------------------ |  | ----------- | ------------------------ | ------- | ----------------- |
| 1   | El Salvador (H)              | 15  | 6 | 5 | 0 | 1 | 12 | 6  | +6 | Promovido para Liga A, e Classificado para a Copa Ouro da CONCACAF |  | —           | 1–2                      | 2–1     | 1–0               |
| 2   | São Vicente e Granadinas (H) | 13  | 6 | 4 | 1 | 1 | 12 | 7  | +5 | Classificados para as Eliminatórias da Copa Ouro da CONCACAF       |  | 2–3         | —                        | 3–1     | 2–0               |
| 3   | Bonaire (H)                  | 4   | 6 | 1 | 1 | 4 | 4  | 8  | −4 |                                                                    |  | 0–1         | 1–1                      | —       | 0–1               |
| 4   | Monserrate                   | 3   | 6 | 1 | 0 | 5 | 3  | 10 | −7 | Rebaixado para Liga C                                              |  | 1–4         | 1–2                      | 0–1     | —                 |

### Grupo B
| Pos | Equipe               | Pts | J | V | E | D | GP | GC | SG  | Promovido, classificação ou rebaixado                              |  | Curaçau | Santa Lúcia | Granada | São Martinho (França) |
| --- | -------------------- | --- | - | - | - | - | -- | -- | --- | ------------------------------------------------------------------ |  | ------- | ----------- | ------- | --------------------- |
| 1   | Curaçau (H)          | 13  | 6 | 4 | 1 | 1 | 15 | 3  | +12 | Promovido para Liga A, e Classificado para a Copa Ouro da CONCACAF |  | —       | 4–1         | 1–0     | 4–0                   |
| 2   | Santa Lúcia (H)      | 9   | 6 | 3 | 0 | 3 | 7  | 15 | −8  |                                                                    |  | 2–1     | —           | 0–4     | 0–4                   |
| 3   | Granada (H)          | 7   | 6 | 2 | 1 | 3 | 7  | 6  | +1  |                                                                    |  | 0–0     | 1–2         | —       | 0–3                   |
| 4   | São Martinho Francês | 6   | 6 | 2 | 0 | 4 | 8  | 13 | −5  | Rebaixado para Liga C                                              |  | 0–5     | 1–2         | 0–2     | —                     |

### Grupo C
| Pos | Equipe                  | Pts | J | V | E | D | GP | GC | SG  | Promovido, classificação ou rebaixado                              |  | Haiti | Porto Rico | São Martinho (Antilhas Neerlandesas) | Aruba |
| --- | ----------------------- | --- | - | - | - | - | -- | -- | --- | ------------------------------------------------------------------ |  | ----- | ---------- | ------------------------------------ | ----- |
| 1   | Haiti (H)               | 18  | 6 | 6 | 0 | 0 | 29 | 5  | +24 | Promovido para Liga A, e Classificado para a Copa Ouro da CONCACAF |  | —     | 3–0        | 6–0                                  | 5–3   |
| 2   | Porto Rico (H)          | 9   | 6 | 3 | 0 | 3 | 11 | 12 | −1  |                                                                    |  | 1–4   | —          | 2–1                                  | 5–0   |
| 3   | São Martinho Neerlandês | 9   | 6 | 3 | 0 | 3 | 7  | 18 | −11 |                                                                    |  | 0–8   | 3–2        | —                                    | 2–0   |
| 4   | Aruba (H)               | 0   | 6 | 0 | 0 | 6 | 5  | 17 | −12 | Rebaixado para Liga C                                              |  | 1–3   | 0–1        | 0–1                                  | —     |

### Grupo D
| Pos | Equipe                   | Pts | J | V | E | D | GP | GC | SG  | Promovido, classificação ou rebaixado                              |  | República Dominicana | Bermudas | Dominica | Antígua e Barbuda |
| --- | ------------------------ | --- | - | - | - | - | -- | -- | --- | ------------------------------------------------------------------ |  | -------------------- | -------- | -------- | ----------------- |
| 1   | República Dominicana (H) | 18  | 6 | 6 | 0 | 0 | 27 | 4  | +23 | Promovido para Liga A, e Classificado para a Copa Ouro da CONCACAF |  | —                    | 6–1      | 2–0      | 5–0               |
| 2   | Bermudas (H)             | 12  | 6 | 4 | 0 | 2 | 15 | 13 | +2  | Classificados para as Eliminatórias da Copa Ouro da CONCACAF       |  | 2–3                  | —        | 3–2      | 2–1               |
| 3   | Dominica                 | 4   | 6 | 1 | 1 | 4 | 6  | 18 | −12 |                                                                    |  | 1–6                  | 1–6      | —        | 2–1               |
| 4   | Antígua e Barbuda (H)    | 1   | 6 | 0 | 1 | 5 | 2  | 15 | −13 | Rebaixado para Liga C                                              |  | 0–5                  | 0–1      | 0–0      | —                 |

### Classificação dos Segundos Colocados
| Pos | Equipe                   | Pts | J | V | E | D | GP | GC | SG | Classificado                                                 |
| --- | ------------------------ | --- | - | - | - | - | -- | -- | -- | ------------------------------------------------------------ |
| 1   | São Vicente e Granadinas | 13  | 6 | 4 | 1 | 1 | 12 | 7  | +5 | Classificados para as Eliminatórias da Copa Ouro da CONCACAF |
| 2   | Bermudas                 | 12  | 6 | 4 | 0 | 2 | 15 | 13 | +2 | Classificados para as Eliminatórias da Copa Ouro da CONCACAF |
| 3   | Porto Rico               | 9   | 6 | 3 | 0 | 3 | 11 | 12 | −1 |                                                              |
| 4   | Santa Lúcia              | 9   | 6 | 3 | 0 | 3 | 7  | 15 | −8 |                                                              |

## Liga C

### Grupo A
| Pos | Equipe                       | Pts | J | V | E | D | GP | GC | SG  | Promovido ou classificado                           |  |     |     |     |
| --- | ---------------------------- | --- | - | - | - | - | -- | -- | --- | --------------------------------------------------- |  | --- | --- | --- |
| 1   | Barbados (H)                 | 12  | 4 | 4 | 0 | 0 | 17 | 4  | +13 | Promovido para Liga B e classificado para o Play-In |  | —   | 6–2 | 3–0 |
| 2   | Bahamas                      | 4   | 4 | 1 | 1 | 2 | 10 | 13 | −3  |                                                     |  | 2–3 | —   | 3–1 |
| 3   | Ilhas Virgens Americanas (H) | 1   | 4 | 0 | 1 | 3 | 4  | 14 | −10 |                                                     |  | 0–5 | 3–3 | —   |

### Grupo B
| Pos | Equipe              | Pts | J | V | E | D | GP | GC | SG | Promovido ou classificado                           |     |     |     |     |
| --- | ------------------- | --- | - | - | - | - | -- | -- | -- | --------------------------------------------------- | --- | --- | --- | --- |
| 1   | Belize (H)          | 12  | 4 | 4 | 0 | 0 | 9  | 0  | +9 | Promovido para Liga B e classificado para o Play-In |     | —   | 1–0 | 3–0 |
| 2   | Anguila             | 3   | 4 | 1 | 0 | 3 | 3  | 4  | −1 |                                                     |     | 0–1 | —   | 2–0 |
| 3   | Turcas e Caicos (H) | 3   | 4 | 1 | 0 | 3 | 2  | 10 | −8 |                                                     | 0–4 | 2–1 | —   |     |

### Grupo C
| Pos | Equipe                    | Pts | J | V | E | D | GP | GC | SG | Promovido ou classificado                             |  |     |     |     |
| --- | ------------------------- | --- | - | - | - | - | -- | -- | -- | ----------------------------------------------------- |  | --- | --- | --- |
| 1   | São Cristóvão e Neves (H) | 10  | 4 | 3 | 1 | 0 | 10 | 3  | +7 | Promovidos para Liga B e classificados para o Play-In |  | —   | 1–1 | 2–0 |
| 2   | Ilhas Caimã (H)           | 7   | 4 | 2 | 1 | 1 | 5  | 5  | 0  | Promovidos para Liga B e classificados para o Play-In |  | 1–4 | —   | 1–0 |
| 3   | Ilhas Virgens Britânicas  | 0   | 4 | 0 | 0 | 4 | 1  | 7  | −6 |                                                       |  | 1–3 | 0–1 | —   |

### Classificação dos Segundos Colocados
| Pos | Equipe      | Pts | J | V | E | D | GP | GC | SG | Promovido                                           |
| --- | ----------- | --- | - | - | - | - | -- | -- | -- | --------------------------------------------------- |
| 1   | Ilhas Caimã | 7   | 4 | 2 | 1 | 1 | 5  | 5  | 0  | Promovido para Liga B e Classificado para o Play-In |
| 2   | Bahamas     | 4   | 4 | 1 | 1 | 2 | 10 | 13 | −3 |                                                     |
| 3   | Anguila     | 3   | 4 | 1 | 0 | 3 | 3  | 4  | −1 |                                                     |